# Browns Lake
Browns Lake statisztikai település az Amerikai Egyesült Államok Wisconsin államában, Racine megyében. Lakosainak száma 1879 fő (2020. április 1.).

## Népesség
A település népességének változása:

| 2010 | 2 039 |
| 2020 | 1 879 |